# 科費萊
科費萊（Kofele）是埃塞俄比亞南部奧羅米亞州阿爾西地區的小鎮，座標7°0′N 38°45′E / 7.000°N 38.750°E，海拔2,695米。鎮內有電力供應、電話和郵政服務，但沒有銀行或保險機構。根據埃塞俄比亞中央統計局2005年人口普查的資料，科費萊人口約13,127，其中男性6,690人，女性6,437人。